# Liste des maires d'Amboise
La liste des maires d'Amboise présente la liste des maires de la commune française d'Amboise, située dans le département de l'Indre-et-Loire en région région Centre-Val de Loire.

## L'hôtel de ville

### L'ancien hôtel de ville
De 1855 à 1970, la mairie était installée dans l'hôtel Morin, un hôtel particulier bâti au début du XVIe siècle et classé à l'inventaire général des Monuments historiques depuis 1880.

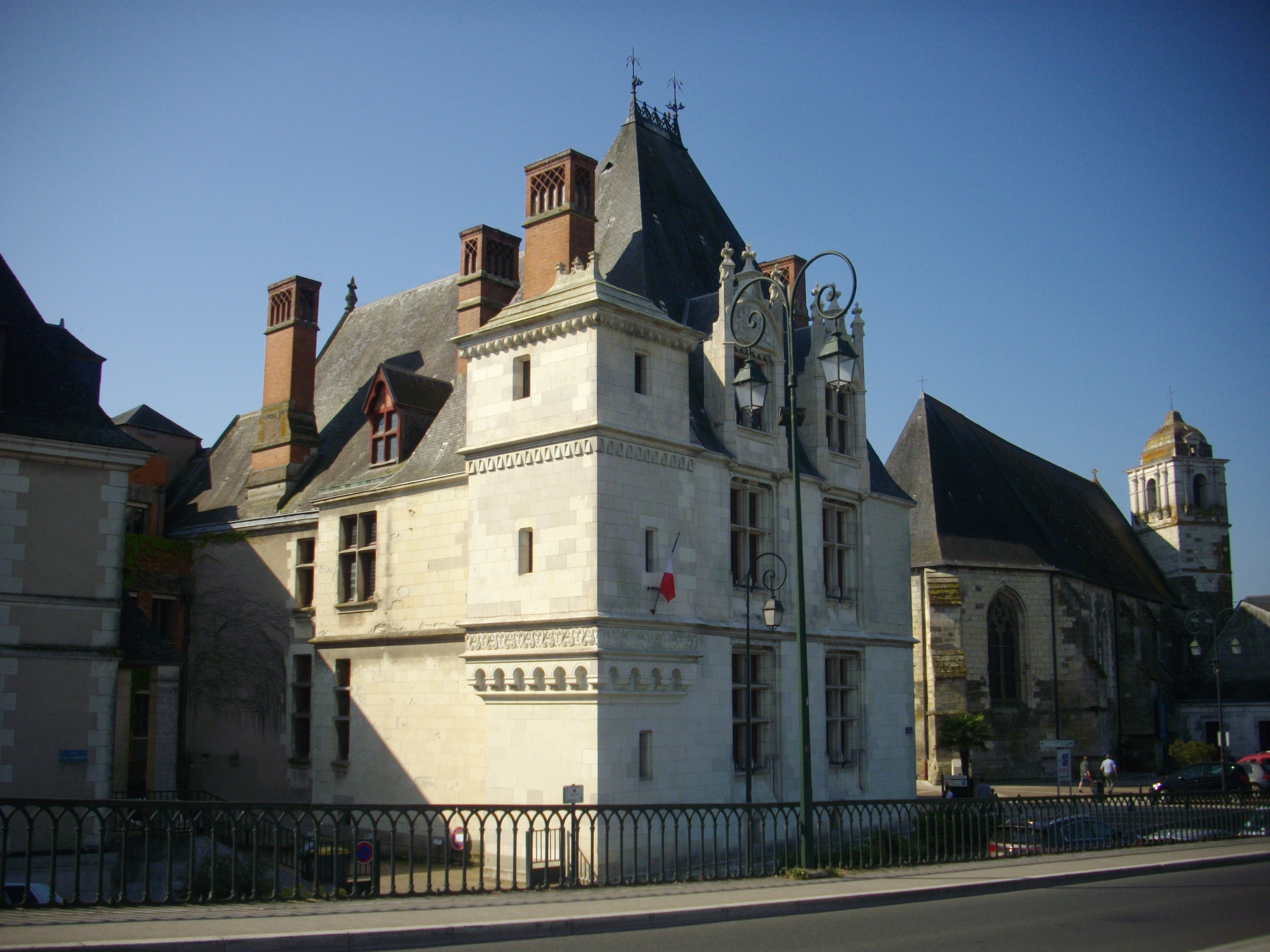
L'hôtel Morin, ancien hôtel de ville.

### L'hôtel de ville actuel
À partir des années 1890, une partie de l'édifice est transformé en musée. Les deux fonctions cohabitent jusqu'au transfert des services de la mairie dans un nouveau bâtiment.

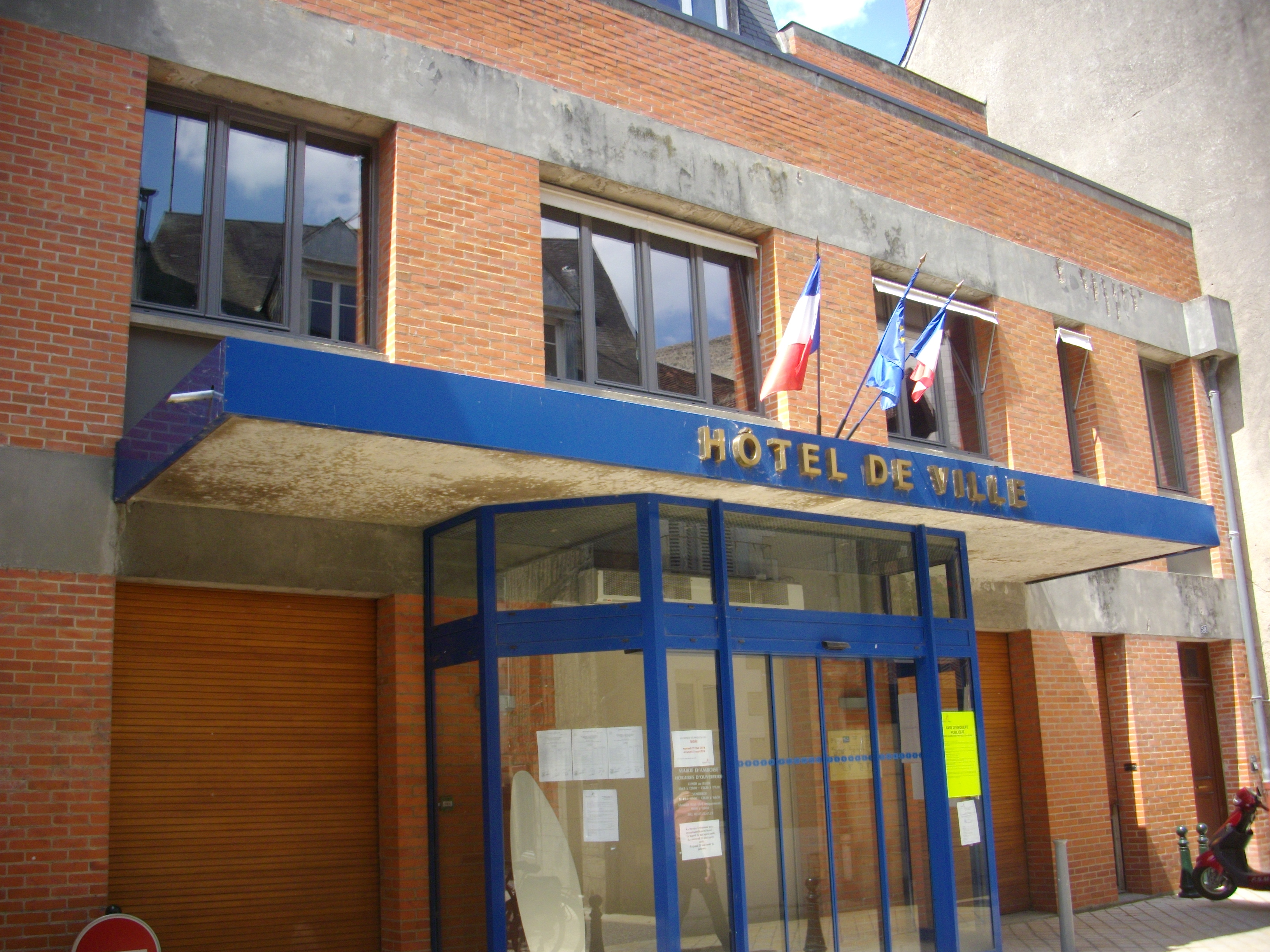
L'hôtel de ville actuel.

## Liste des maires

### Sous l'Ancien Régime
| Période                                  | Période | Identité                             | Étiquette | Qualité             |
| ---------------------------------------- | ------- | ------------------------------------ | --------- | ------------------- |
| Les données manquantes sont à compléter. |         |                                      |           |                     |
| 1558                                     | 1562    | Élie de Odeau                        |           | Seigneur de Paradis |
| 1562                                     | 1563    | Abel Franboucher                     |           |                     |
| 1563                                     | 1566    | René de La Bretonnière               |           |                     |
| 1566                                     | 1569    | Nicolas Lanie                        |           |                     |
| 1569                                     | 1572    | Martin Duruau                        |           |                     |
| 1572                                     | 1575    | Denis Carré                          |           |                     |
| 1575                                     | 1578    | Jean Durand                          |           |                     |
| 1578                                     | 1579    | Gilles Champion                      |           |                     |
| 1579                                     | 1582    | David Thibault                       |           |                     |
| 1582                                     | 1584    | Jean de Falaise                      |           |                     |
| 1582                                     | 1593    | Élie de Odeau                        |           |                     |
| 1584                                     | 1586    | Georges Morin                        |           |                     |
| 1586                                     | 1588    | Pierre Rochais                       |           |                     |
| 1588                                     | 1589    | Élie de Odeau                        |           |                     |
| 1589                                     | 1592    | François Le Franc                    |           |                     |
| 1593                                     | 1596    | François Le Noir                     |           |                     |
| 1596                                     | 1600    | René Bouault                         |           |                     |
| 1600                                     | 1603    | Louis de La Louettière               |           |                     |
| 1603                                     | 1606    | Nicolas Le Franc                     |           |                     |
| 1606                                     | 1609    | Raymond Forget                       |           |                     |
| 1609                                     | 1612    | Pierre Tournyer / Tournier           |           |                     |
| 1612                                     | 1615    | Louis Boutereau                      |           |                     |
| 1615                                     | 1620    | Florentin Duveau                     |           |                     |
| 1620                                     | 1621    | Gilles Boireau                       |           |                     |
| 1621                                     | 1626    | Thomas Le Large                      |           |                     |
| 1626                                     | 1627    | Charles de Brussy                    |           |                     |
| 1627                                     | 1630    | Étienne Rocherot                     |           |                     |
| 1630                                     | 1633    | François Le Noir                     |           |                     |
| 1633                                     | 1636    | Pierre Dau                           |           |                     |
| 1636                                     | 1639    | Antoine Decours                      |           |                     |
| 1639                                     | 1642    | Antoine de Convers                   |           |                     |
| 1642                                     | 1645    | Raoul Gaudion                        |           |                     |
| 1645                                     | 1646    | Jean Oudin                           |           |                     |
| 1646                                     | 1649    | Pierre Le Large                      |           |                     |
| 1649                                     | 1655    | Jean Bergeron                        |           |                     |
| 1655                                     | 1656    | Claude Cormaille                     |           |                     |
| 1656                                     | 1661    | Jean Rouet                           |           |                     |
| 1661                                     | 1667    | Michel Lebeau                        |           |                     |
| 1667                                     | 1669    | Nicolas Gaillard                     |           |                     |
| 1669                                     | 1673    | Jean Rouer                           |           |                     |
| 1673                                     | 1676    | René Cabry                           |           |                     |
| 1676                                     | 1679    | Louis Rochais                        |           |                     |
| 1679                                     | 1682    | François Beranger                    |           |                     |
| 1682                                     | 1685    | Nicolas Tournyer / Tournier          |           |                     |
| 1685                                     | 1688    | Louis-François Joslin                |           |                     |
| 1688                                     | 1690    | Jérome Cormier                       |           |                     |
| 1691                                     | 1692    | Pierre Voulge                        |           |                     |
| 1693                                     |         | M. de Lorme                          |           |                     |
| 1695                                     | 1696    | Gilles Guichard                      |           |                     |
| 1696                                     | 1718    | Jean Châteignier                     |           |                     |
| 1718                                     | 1718    | Jean Ferrant                         |           |                     |
| 1719                                     | 1730    | Jean Châteignier                     |           |                     |
| 1730                                     | 1737    | Denis Gaillard                       |           |                     |
| 1738                                     | 1747    | Louis Royer                          |           |                     |
| 1748                                     | 1753    | François Gabriel Ferrant de Thorigny |           |                     |
| 1754                                     | 1756    | Claude-François de Saint-Martin      |           |                     |
| 1757                                     | 1762    | Jacques Perceval de La Maillardière  |           |                     |
| 1763                                     | 1765    | Noël Jacques Perceval                |           |                     |
| 1766                                     | 1768    | Jacques Hiérôme Coulon               |           |                     |
| 1769                                     | 1776    | Louis-Claude de Saint-Martin         |           |                     |
| 1777                                     | 1778    | Richard d'Hennessy                   |           |                     |
| 1778                                     | 1789    | Louis François Calmelet              |           |                     |

### Entre 1790 et 1953
| Période                                  | Période          | Identité                               | Étiquette | Qualité |
| ---------------------------------------- | ---------------- | -------------------------------------- | --------- | --- |
| 1790                                     | 1791             | M. Javelle                             |           | |
| 1792                                     |                  | Jean-Louis Guérin                      |           | |
| 1793                                     |                  | M. Cormier                             |           | |
| 1794                                     | 1795             | M. Deslandes                           |           | |
| Les données manquantes sont à compléter. |                  |                                        |           | |
| 1800                                     | 1813             | Louis François Calmelet                |           | Ancien procureur du roi et avocat en Parlement |
| 1813                                     | 1816             | Pierre Dominique Moreau                |           | |
| 1816                                     | 1817             | Augustin Cremière-Jeuffrain            |           | |
| 1817                                     | 1822             | Sylvain-René Gautron-Genty (1767-1844) |           | Marchand de vins |
| 1822                                     | 1834             | M. Des Essarts                         |           | Décédé en fonction |
| 1834                                     | 1843             | Sylvain-René Gautron-Genty (1767-1844) |           | Marchand de vins Conseiller général d'Amboise (1833 → 1842) |
| 1843                                     | 1847             | Louis Prosper Alexandre Boureau        |           | |
| 2 août 1847                              | 1848             | Jacques-Alexandre Boistard-Brizemur    |           | |
| 1848                                     | 1852             | Charles-François Gaucher               |           | |
| septembre 1852                           | 1855             | M. Trouve                              |           | |
| août 1855                                | 1859             | Laurent Soloman-Boureau                |           | |
| 1859                                     | janvier 1860     | Alfred Moreau                          |           | |
| janvier 1860                             | 1864             | Charles Guinot                         |           | Entrepreneur de travaux publics |
| 1865                                     | 1865             | Hercule Dumée-Metheil                  |           | |
| 23 décembre 1865                         | 20 décembre 1893 | Charles Guinot                         | Répub.    | Entrepreneur de travaux publics Député d'Indre-et-Loire (1871 → 1879) Sénateur d'Indre-et-Loire (1879 → 1893) Conseiller général d'Amboise (1871 → 1894) Président du conseil général (1871 → 1893) |
| 20 décembre 1893                         | 3 mai 1896       | Administrée par les adjoints           |           | |
| 14 mai 1896                              | 25 avril 1906    | Ernest Mabille (1837-1906)             | Rad.      | Industriel, constructeur-mécanicien Conseiller général d'Amboise (1901 → 1906) Décédé en fonction                                                                                                   |
| 14 juin 1906                             | août 1910        | Emmanuel Mabille (1863-1942)           | Rad.      | Industriel, constructeur-mécanicien Conseiller général d'Amboise (1906 → 1919) Démissionnaire |
| août 1910                                | août 1914        | Louis Charriou                         |           | |
| août 1914                                | décembre 1919    | Édouard Vernon                         |           | Notaire |
| décembre 1919                            | 11 mai 1953      | Émile Gounin                           | Rad.      | Industriel Conseiller général d'Amboise (1919 → 1940 et 1945 → 1951) |

### Depuis 1953
| Période        | Période                     | Identité                  | Étiquette             | Qualité |
| -------------- | --------------------------- | ------------------------- | --------------------- | --- |
| 11 mai 1953    | 2 juillet 1966              | Maurice Mercier           | UNR app.              | Notaire Réélu en 1959 et 1965 Démissionnaire pour raisons personnelles |
| 2 juillet 1966 | 19 mars 1989                | Michel Debré              | UNR puis UDR puis RPR | Haut fonctionnaire Premier ministre (1959 → 1962) Ministre (1958 → 1973) Sénateur d'Indre-et-Loire (1948 → 1958) Député de la Réunion (1re circ. puis Réunion) (1973 → 1988) Conseiller général d'Amboise (1951 → 1970 et 1976 → 1992) Réélu en 1971, 1977 et 1983 |
| 19 mars 1989   | novembre 1992               | André Chollet (1917-2009) | MRG                   | Pharmacien, Conseiller général d'Amboise (1970 → 1976) Suppléant du député Fernand Berthouin (1967 → 1978) Démissionnaire en raison d'une fronde de sa majorité |
| décembre 1992  | mars 2001                   | Bernard Debré             | RPR                   | Médecin urologue Ministre de la Coopération (1994 → 1995) Député d'Indre-et-Loire (Indre-et-Loire puis 2e circ.) (1986 → 1994) Conseiller général d'Amboise (1992 → 1994) Élu à la suite d'une élection municipale partielle, Réélu en 1995                        |
| mars 2001      | 4 juillet 2020              | Christian Guyon           | DVG                   | Professeur de technologie Conseiller général d'Amboise (1994 → 2015) Réélu en 2008 et 2014, |
| 4 juillet 2020 | 17 juin 2023                | Thierry Boutard           | LR                    | Collaborateur d'élus Président de la CC du Val d'Amboise (2020 → 2023) |
| 17 juin 2023   | En cours (au 30 avril 2024) | Brice Ravier              | PS                    | Responsable de coordination Adjoint au maire (2008 → 2020) Élu à la suite d'une élection municipale partielle |

## Conseil municipal actuel
Les 33 sièges composant le conseil municipal d'Amboise ont été pourvus le 11 juin 2023 lors du premier et unique tour de l'élection municipale partielle convoquée après la démission de plus d'un tiers des conseillers municipaux. Actuellement, il est réparti comme suit : 

## Résultats des élections municipales

### Élection municipale partielle de 2023
|                                 | Brice Ravier,      | PS-EELV     | 2 381 | 61,97  | 27 | 13 |  |  |
| Amboise, un avenir ensemble     |                    |             | 2 381 | 61,97  | 27 | 13 |  |  |
|                                 | Thierry Boutard, * | LR          | 1 461 | 38,03  | 6  | 3  |  |  |
| Ensemble, agissons pour Amboise |                    |             | 1 461 | 38,03  | 6  | 3  |  |  |
|                                 |                    |             |       |        |    |    |  |  |
| Inscrits                        | Inscrits           | Inscrits    | 9 184 | 100,00 |    |    |  |  |
| Abstentions                     | Abstentions        | Abstentions | 5 154 | 56,12  |    |    |  |  |
| Votants                         | Votants            | Votants     | 4 030 | 43,88  |    |    |  |  |
| Blancs                          | Blancs             | Blancs      | 117   | 2,90   |    |    |  |  |
| Nuls                            | Nuls               | Nuls        | 71    | 1,76   |    |    |  |  |
| Exprimés                        | Exprimés           | Exprimés    | 3 842 | 95,33  |    |    |  |  |
| * Liste du maire sortant        |                    |             |       |        |    |    |  |  |

### Élection municipale de 2020
| Tête de liste                   | Tête de liste      | Liste       | Premier tour | Premier tour | Second tour | Second tour | Sièges | Sièges |
| Tête de liste                   | Tête de liste      | Liste       | Voix         | %            | Voix        | %           | CM     | CC     |
| ------------------------------- | ------------------ | ----------- | ------------ | ------------ | ----------- | ----------- | ------ | ------ |
|                                 | Brice Ravier       | PS          | 1 335        | 36,67        | 1468        | 39,67       | 6      | 3      |
| Pluralisme et solidarité        |                    |             | 1 335        | 36,67        | 1468        | 39,67       | 6      | 3      |
|                                 | Thierry Boutard    | LR-UDI (UD) | 1 055        | 28,98        | 1511        | 40,83       | 24     | 12     |
| Ensemble agissons pour Amboise  |                    |             | 1 055        | 28,98        | 1511        | 40,83       | 24     | 12     |
|                                 | Sandra Guichard    | EELV        | 661          | 18,15        | 721         | 19,48       | 3      | 1      |
| Amboise 2020 réinventons demain |                    |             | 661          | 18,15        | 721         | 19,48       | 3      | 1      |
|                                 | Christophe Galland | DVC         | 589          | 16,18        |             |             |        |        |
| Un nouvel élan pour Amboise     |                    |             | 589          | 16,18        |             |             |        |        |
|                                 |                    |             |              |              |             |             |        |        |
| Inscrits                        | Inscrits           | Inscrits    | 8 788        | 100,00       | 8 772       | 100,00      |        |        |
| Abstentions                     | Abstentions        | Abstentions | 5 036        | 57,31        | 4 978       | 56,75       |        |        |
| Votants                         | Votants            | Votants     | 3 752        | 42,69        | 3 794       | 43,25       |        |        |
| Blancs                          | Blancs             | Blancs      | 33           | 0,88         | 39          | 1,03        |        |        |
| Nuls                            | Nuls               | Nuls        | 79           | 2,11         | 55          | 1,45        |        |        |
| Exprimés                        | Exprimés           | Exprimés    | 3 640        | 97,01        | 3 700       | 97,52       |        |        |

### Élection municipale de 2014
| Tête de liste             | Tête de liste      | Liste           | Premier tour | Premier tour | Second tour | Second tour | Sièges | Sièges |
| Tête de liste             | Tête de liste      | Liste           | Voix         | %            | Voix        | %           | CM     | CC     |
| ------------------------- | ------------------ | --------------- | ------------ | ------------ | ----------- | ----------- | ------ | ------ |
|                           | Christian Guyon *  | DVG-PS          | 2 412        | 48,00        | 2 823       | 53,76       | 26     | 13     |
| Pluralisme et solidarité  |                    |                 | 2 412        | 48,00        | 2 823       | 53,76       | 26     | 13     |
|                           | Thierry Boutard    | UMP-UDI-NC (UD) | 1 436        | 28,57        | 2 428       | 46,23       | 7      | 4      |
| Amboise 2014-2020         |                    |                 | 1 436        | 28,57        | 2 428       | 46,23       | 7      | 4      |
|                           | Christophe Galland | DVD             | 621          | 12,35        | 2 428       | 46,23       | 7      | 4      |
| Amboise pour tous         |                    |                 | 621          | 12,35        | 2 428       | 46,23       | 7      | 4      |
|                           | Daniel Guyon       | DVD             | 556          | 11,06        |             |             |        |        |
| Amboise, ambition, avenir |                    |                 | 556          | 11,06        |             |             |        |        |
|                           |                    |                 |              |              |             |             |        |        |
| Inscrits                  | Inscrits           | Inscrits        | 8 442        | 100,00       | 8 442       | 100,00      |        |        |
| Abstentions               | Abstentions        | Abstentions     | 3 209        | 38,01        | 3 013       | 35,69       |        |        |
| Votants                   | Votants            | Votants         | 5 233        | 61,99        | 5 429       | 64,31       |        |        |
| Blancs et nuls            | Blancs et nuls     | Blancs et nuls  | 208          | 3,97         | 178         | 3,28        |        |        |
| Exprimés                  | Exprimés           | Exprimés        | 5 025        | 96,03        | 5 251       | 96,72       |        |        |
| * Liste du maire sortant  |                    |                 |              |              |             |             |        |        |

### Élection municipale de 2008
|                             | Christian Guyon * | DVG            | 2 957 | 58,87  | 27 |  |  |  |
| Pluralisme et solidarité    |                   |                | 2 957 | 58,87  | 27 |  |  |  |
|                             | Isabelle Gribet   | UMP            | 2 066 | 41,13  | 6  |  |  |  |
| Amboise, l'avenir avec vous |                   |                | 2 066 | 41,13  | 6  |  |  |  |
|                             |                   |                |       |        |    |  |  |  |
| Inscrits                    | Inscrits          | Inscrits       | 7 935 | 100,00 |    |  |  |  |
| Abstentions                 | Abstentions       | Abstentions    | 2 666 | 33,60  |    |  |  |  |
| Votants                     | Votants           | Votants        | 5 269 | 66,40  |    |  |  |  |
| Blancs ou nuls              | Blancs ou nuls    | Blancs ou nuls | 246   | 4,67   |    |  |  |  |
| Exprimés                    | Exprimés          | Exprimés       | 5 023 | 95,33  |    |  |  |  |
| * Liste du maire sortant    |                   |                |       |        |    |  |  |  |

### Élection municipale de 2001
| Tête de liste            | Tête de liste   | Liste            | Premier tour | Premier tour | Second tour | Second tour | Sièges | Sièges |
| Tête de liste            | Tête de liste   | Liste            | Voix         | %            | Voix        | %           | CM     |        |
| ------------------------ | --------------- | ---------------- | ------------ | ------------ | ----------- | ----------- | ------ | ------ |
|                          | Christian Guyon | DVG-PS (G. pl.)  | 2 335        | 49,44        | 2 921       | 55,73       | 27     |        |
|                          | Bernard Debré * | RPR-UDF (Un. d.) | 1 805        | 38,22        | 2 032       | 38,77       | 6      |        |
|                          | Frédéric Aucher | DVD              | 583          | 12,34        | 288         | 5,50        |        |        |
|                          |                 |                  |              |              |             |             |        |        |
| Inscrits                 | Inscrits        | Inscrits         | 7 705        | 100,00       | 7 705       | 100,00      |        |        |
| Abstentions              | Abstentions     | Abstentions      | 2 748        | 35,67        | 2 362       | 30,66       |        |        |
| Votants                  | Votants         | Votants          | 4 957        | 64,33        | 5 343       | 69,34       |        |        |
| Blancs ou nuls           | Blancs ou nuls  | Blancs ou nuls   | 234          | 4,72         | 102         | 1,91        |        |        |
| Exprimés                 | Exprimés        | Exprimés         | 4 723        | 95,28        | 5 241       | 98,09       |        |        |
| * Liste du maire sortant |                 |                  |              |              |             |             |        |        |

### Élection municipale de 1995
|                          | Bernard Debré *  | RPR-UDF (Un. d.) | 2 585 | 52,50  | 26 |  |  |  |
|                          | Christian Guyon  | DVG              | 1 584 | 32,17  | 5  |  |  |  |
|                          | Jacques Nachbaur | DVG (Un. g.)     | 755   | 15,33  | 2  |  |  |  |
|                          |                  |                  |       |        |    |  |  |  |
| Inscrits                 | Inscrits         | Inscrits         | 7 483 | 100,00 |    |  |  |  |
| Abstentions              | Abstentions      | Abstentions      | 2 406 | 32,15  |    |  |  |  |
| Votants                  | Votants          | Votants          | 5 077 | 67,85  |    |  |  |  |
| Blancs ou nuls           | Blancs ou nuls   | Blancs ou nuls   | 153   | 3,01   |    |  |  |  |
| Exprimés                 | Exprimés         | Exprimés         | 4 924 | 96,99  |    |  |  |  |
| * Liste du maire sortant |                  |                  |       |        |    |  |  |  |

### Élection municipale partielle de 1992
| Tête de liste | Tête de liste    | Liste       | Premier tour | Premier tour | Second tour | Second tour | Sièges | Sièges |
| Tête de liste | Tête de liste    | Liste       | Voix         | %            | Voix        | %           | CM     |        |
| ------------- | ---------------- | ----------- | ------------ | ------------ | ----------- | ----------- | ------ | ------ |
|               | Bernard Debré    | RPR         | 2 357        | 48,72        | 2 424       | 51,32       | 25     |        |
|               | Jean Saint-Bris  | DVD         | 1 390        | 28,73        | 1 487       | 31,48       | 5      |        |
|               | Jacques Nachbaur | DVG         | 824          | 17,03        | 812         | 17,19       | 3      |        |
|               | Jean Fabbri      | PCF         | 268          | 5,54         |             |             |        |        |
|               |                  |             |              |              |             |             |        |        |
| Inscrits      | Inscrits         | Inscrits    | 7 101        | 100,00       | 7 101       | 100,00      |        |        |
| Abstentions   | Abstentions      | Abstentions | 2 144        | 30,19        | 2 223       | 31,30       |        |        |
| Votants       | Votants          | Votants     | 4 957        | 69,81        | 4 878       | 68,70       |        |        |
| Nuls          | Nuls             | Nuls        | 118          | 1,66         | 155         | 2,18        |        |        |
| Exprimés      | Exprimés         | Exprimés    | 4 839        | 68,14        | 4 723       | 66,51       |        |        |

### Élection municipale de 1989
| Tête de liste            | Tête de liste      | Liste            | Premier tour | Premier tour | Second tour | Second tour | Sièges | Sièges |
| Tête de liste            | Tête de liste      | Liste            | Voix         | %            | Voix        | %           | CM     |        |
| ------------------------ | ------------------ | ---------------- | ------------ | ------------ | ----------- | ----------- | ------ | ------ |
|                          | Michel Debré *     | RPR-UDF (Un. d.) | 2 087        | 43,04        | 2 517       | 48,86       | 8      |        |
|                          | André Chollet      | MRG              | 1 119        | 23,08        | 2 634       | 51,13       | 25     |        |
|                          | Paul Moreau        | PS               | 973          | 20,07        | 2 634       | 51,13       | 25     |        |
|                          | Pierre Marchandeau | PCF              | 374          | 7,71         |             |             |        |        |
|                          | Jacques Guillon    | FN               | 295          | 6,08         |             |             |        |        |
|                          |                    |                  |              |              |             |             |        |        |
| Inscrits                 | Inscrits           | Inscrits         | 7 181        | 100,00       | 7 181       | 100,00      |        |        |
| Abstentions              | Abstentions        | Abstentions      | 2 170        | 30,22        | 1 814       | 25,26       |        |        |
| Votants                  | Votants            | Votants          | 5 011        | 69,78        | 5 367       | 74,74       |        |        |
| Nuls                     | Nuls               | Nuls             | 163          | 2,27         | 216         | 3,01        |        |        |
| Exprimés                 | Exprimés           | Exprimés         | 4 848        | 67,51        | 5 151       | 71,73       |        |        |
| * Liste du maire sortant |                    |                  |              |              |             |             |        |        |

### Élection municipale de 1983
|                          | Michel Debré *  | RPR-UDF (Un. opp.) | 2 827 | 51,86  | 26 |  |  |  |
|                          | André Chollet   | MRG                | 1 531 | 28,08  | 4  |  |  |  |
|                          | Michel Blondeau | PS-PCF             | 1 093 | 20,05  | 3  |  |  |  |
|                          |                 |                    |       |        |    |  |  |  |
| Inscrits                 | Inscrits        | Inscrits           | 7 002 | 100,00 |    |  |  |  |
| Abstentions              | Abstentions     | Abstentions        | 1 414 | 20,20  |    |  |  |  |
| Votants                  | Votants         | Votants            | 5 588 | 79,80  |    |  |  |  |
| Nuls                     | Nuls            | Nuls               | 137   | 1,95   |    |  |  |  |
| Exprimés                 | Exprimés        | Exprimés           | 5 451 | 77,85  |    |  |  |  |
| * Liste du maire sortant |                 |                    |       |        |    |  |  |  |